# Роксолани
Роксолани (грец. Ῥωξολανοί, лат. Rhoxolani, Roxolani) — група чи об'єднання кочових іраномовних аланських племен, які мешкали у Північному Причорномор'ї з, близько, 30-их рр. ІІ ст. до н.е (за Я. Харматта появу роксоланів у Пн. Причорномор'ї датовано проміжком 146–126 рр. до н. е., що збігається з часом великих міграцій кочовиків Середньої Азії на південь, до Бактрії та Парфії.). Висловлено думку щодо ранішої (235—200 р.р. до н. е.) появи роксоланів у межиріччі Дніпра та Дону. Існує декілька думок щодо батьківщини роксолан, але найвірогіднішою є думка, що взагалі весь етнос алан сформувався у Мугоджарах (регіон Західного Казахстану) за участі як прийдешніх, так і тубільних іранських племен.

## Історія
Відомостей про роксоланів до часу їх появи у Північному Причорномор'ї немає. Гіпотетично «… роксолани були … передовою групою аланського етнічного масиву…». З'явившись у Північному Причорномор'ї разом з іншими племенами (сатархи тощо), роксолани поклали край 150-річному домінуванню сарматів. Ймовірно, що завдяки цій новій хвилі кочовиків до регіону пережила своє останнє піднесення Тавроскіфія.
Перша письмова згадка про роксоланів належить до 113—111 рр. до н. е. У двох незалежних джерелах, а саме у Страбона та у декреті Діофанта, у опису захоплення Таврики Понтійським царством. У декреті Діофанту роксоланів названо Ревксінали (грец. Ῥευξιναλῶς, IosPE I² 352), що, можливо, є самоназвою цієї аланської етногрупи (на відміну від сарматського чи аорського рокс-алани). Отже, судячи з контексту, на останньому етапі скіфо-понтійської війни роксолани, очолювані царем Тасієм, виступили як спільники скіфського царя Палака, і були розбиті понтійським полководцем Діофантом.
Наступна згадка про роксоланів  — епітафія Тіберію Плавцію Сільвану Еліану (CIL., XIV, 3608), де повідомляється, що під час політичної кризи, яка виникла на дунайському кордоні імперії близько 60 р. і була наслідком аланської навали до Передкавказзя, Плавцій Сільван провів переговори з царями роксоланів, бастарнів та вождями даків, внаслідок яких на теренах Мезії було розселено більше 100 000 варварів з родинами. З цього часу роксолани досить часто згадуються у римських джерелах:
- зими 67/68 та 68/69 рр. — грабують Мезію (Тацит, Історія, 1, 79;[8])

- війни з даками Траяна 101—111 рр. — спільники Даків (ймовірно, навала на Н. Мезію зимою 102 р.), по закінченню — спільники імперії;

- 117/118 р. — обугодження взаємин з Адріаном на початку його правління (Spart. Hadr. 6, 6—8[9]);

- 161—174 рр. — епізодичні напади на Мезію, участь у Маркоманських війнах тощо (Capit. Marc. 22, 1—2[10], Cass. Dio 72, 19, 2[11]);

- 260 р. — роксолани на теренах Мезії (Pollio Tyr. 10,2[12]).

Після 260 р. відомі на сьогодення згадки про роксоланів є анахронізмами чи даниною традиції.
Враховуючи повідомлення Страбона
, Плінія, Клавдія Птолемея можна припустити, що кочові володіння роксоланів були розташовані в межиріччі Дніпра та Дону. Саме з роксоланами пов'язують поховання в простих ґрунтових ямах, орієнтовані в північному півколі, поширені в Дніпро-Донському межиріччі й датовані ІІ-І ст.ст. до н. е.
| "Ідентифікуючи певні археологічні пам’ятки сарматів з роксоланами, слід звернутися перш за все до тих з них, які територіально та хронологічно збігаються з повідомленнями джерел. На землях "між Танаісом і Борисфеном" ними є впускні поховання 2-1 ст. до н. е., орієнтовані в північному секторі... Роксолани (якщо визнати запропоновану ідентифікацію з ними північно-орієнтованих поховань) займали центральну та південну частини лівобережного степу."[19] |
Щодо подальшої їх історії існує декілька думок, найпоширеніші з них дві, а саме:
- роксолани мігрували далі на захід, на Середній чи Нижній Дунай;[20]
- роксолани залишилися у Сер. Подніпров'ї і, згодом, взяли участь у формуванні середньовічних тубільних етносів — антів та русі.[21] У Середньому Подніпров'ї поляни асимілювали ту частину роксоланів, яка не вирушила до Тиси[22].

Існує гіпотеза, що росомони Йордана (Гетіка, XXIV, 29, 130) — роксолани. Але відсутність доказової бази наразі не дає підстав для остаточного підтвердження чи спростування цієї гіпотези і залишає питання подальшої історії роксолан відкритим.

## Етимологія назви роксолани
Наразі можна вважати загальновизнаним таке:
ал.*roχs-allyana < авест.*raoχšna-*aryāna — укр. «сяючі/світлі арії/алани».

## Царі роксолан
- Тасій — у подіях кінця II ст. до н. е.;
- Распараган — перша пол. II ст. н. е.

## Роксоланія— Україна
В пізньому середньовіччі була поширена базована на співзвучності назв латинізація назви Русі як «Роксоланії», а русинів як «роксоланів» — зокрема й у прізвиську найвідомішої русинки того часу — Гюрем Султан. «Роксоланія», або ж «Арктойська країна» фігурували як поетична назва України у творах барокових авторів (наприклад, «Роксоланія» Себастіяна Кленовича)
З XVI сторіччя під впливом «сарматської легенди», популярної серед польської шляхти, від сарматів загалом і роксоланів зокрема почали виводити свій родовід українські шляхтичі і навіть козаки, які, як і роксолани, мешкали в степу і чий спосіб життя був близьким до побуту кочовиків.